# جوزيف دو
جوزيف دو (بالإنجليزية: Joseph Doe)‏ هو لاعب كرة قاعدة أمريكي، (و. 1855 – 1890 م).